# Дайнчиця

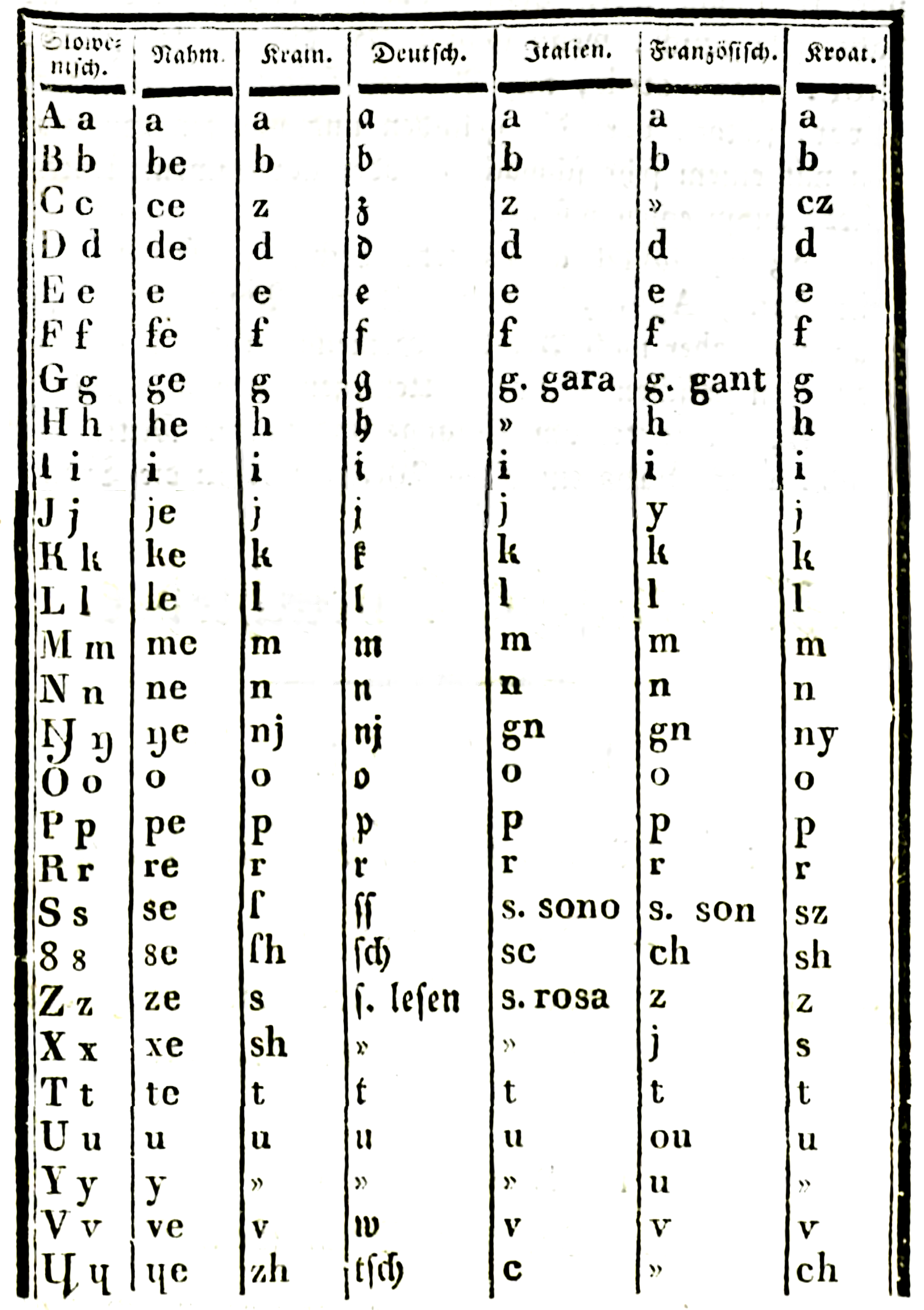
Dajnčica

Дайнчиця  — словенська система письма, яку розробив Петер Дайнко у 1824 році. Використовувалася переважно у східній частині Штирія (регіон) Штирії до 1839 року.
Свою писемність Дайнко представив у 1824 році в книзі «Lehrbuch der windischen Sprache» («Підручник словенської мови»). Він вирішив замінити стару абетку Адама Богорича власною новою системою письма через проблеми з написанням сибілянтів. Він позначав фонеми /ts/, /s/, /z/ літерами C, S, Z (як у сучасному словенському алфавіті), а фонеми /tʃ/, /ʃ/, /ʒ/ спеціальними символами. Крім того, він винайшов два додаткові символи, які були вилучені після 1829 року.

## Походження та особливості
Дайнчиця була створена з метою реформування словенського письма. Вона базувалася на латинському алфавіті, але мала унікальні літери для позначення специфічних звуків словенської мови. Основною метою її впровадження було спрощення орфографії та пристосування письма до вимови. Дайнко вважав, що його система допоможе стандартизувати словенську мову та зробить її більш доступною для широкого загалу. Особливістю дайнчиці була її фонетична орієнтація, яка дозволяла точніше передавати звуки живої мови.

## Використання та вихід з ужитку
Попри спроби популяризації, дайнчиця не набула широкого поширення. У 1839 році її замінила «гаєвиця» — модифікована версія латиниці, яка стала стандартом для словенської мови. Основними причинами втрати популярності дайнчиці стали відсутність підтримки з боку освітніх та церковних установ, а також складність у впровадженні її в офіційне діловодство. Деякі мовознавці критикували дайнчицю за складність у написанні та невідповідність усталеним мовним нормам.

## Значення
Дайнчиця відіграла важливу роль у розвитку словенської мовної норми та історії письма, хоч і була відносно короткочасним явищем. Вона залишається важливим етапом у розвитку словенської грамоти та орфографічних реформ. Її вивчення є важливим для розуміння мовної політики та історії письма в Словенії. Незважаючи на її відносно короткий період використання, дайнчиця стала предметом численних наукових досліджень і залишається цікавим явищем у контексті мовної еволюції.